# Neopanthalis pelamida
Neopanthalis pelamida är en ringmaskart som beskrevs av Strelzov 1968. Neopanthalis pelamida ingår i släktet Neopanthalis och familjen Acoetidae. Inga underarter finns listade i Catalogue of Life.